# Fotosfera

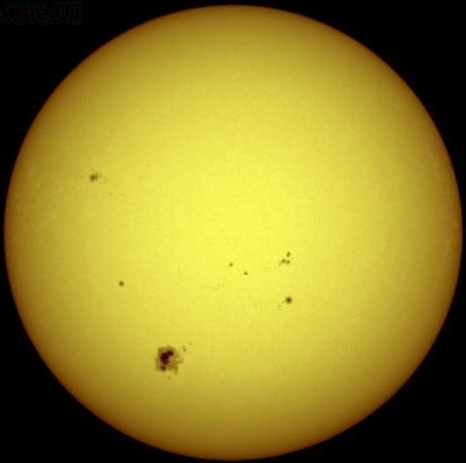
Fotosfera del Sol

La fotosfera (o fotósfera) de una estrella es la superficie luminosa que delimita dicho cuerpo. Clásicamente se habla de la fotosfera del Sol y de las estrellas. En el caso del Sol la temperatura fotosférica es de unos 5800 kelvin. Es una capa de plasma de aproximadamente 100 km de espesor, que emite la luz y el calor que recibimos. En el caso de otras estrellas la temperatura fotosférica o superficial puede ser diferente y, como consecuencia, la luz emitida suele ser de otro color. Las estrellas más frías son más rojizas y las estrellas más calientes son azuladas.
La fotosfera es una capa de gases que se hallan sometidos a fuertes presiones. Vista con telescopios, muestra una fina granulación (flóculos) y bordes netos. De ella emana la radiación que emite la estrella. Su superficie muestra un fondo luminoso sobre el cual aparecen fáculas que, por hallarse a mayor temperatura, son aún más brillantes. Las manchas solares se forman en oquedades o depresiones profundas, en las que se ve la capa inferior menos caliente y, por tanto, son más oscuras en apariencia, siendo este básicamente el espectro de la radiación fotosférica.